# Тейт, Джон Торренс
Джон То́рренс Тейт (англ. John Torrence Tate; 13 марта 1925, Миннеаполис, Миннесота — 16 октября 2019) — американский математик, внёсший фундаментальный вклад в алгебраическую теорию чисел, арифметическую геометрию и связанные с ними области алгебраической геометрии.
Профессор-эмерит Гарвардского университета.
Член Национальной академии наук США (1969), иностранный член Французской академии наук (1992).

## Биография
Родился в семье профессора физики Миннесотского университета и редактора журнала Physical Review Джона Торренса Тейта-старшего; мать — Лоис Беатрис Фосслер — учитель английского языка.
Степень бакалавра получил в Гарвардском университете, в 1950 году в Принстонском университете получил степень Ph.D. под руководством Эмиля Артина. После этого преподавал в Гарварде в течение 36 лет, в 1990 году перешёл в Техасский университет и работал там до своей отставки в 2009 году.
Участник группы Бурбаки, причём один из немногих её участников-нефранцузов.

## Математические работы
Докторская диссертация Тейта посвящена анализу Фурье в числовых полях и стала важной частью современной теории автоморфных форм и их {\displaystyle L}-функций. Совместно с Эмилем Артином разработал когомологическое описание глобальной теории полей классов, которое сделало более понятными алгебраические структуры, использовавшиеся в более ранних работах. В частности, он дал определение когомологий Тейта. В {\displaystyle p}-адическом анализе он дал определение ригидного аналитического пространства.
Также его именем названы двойственность Тейта, группа Тейта — Шафаревича, формальная группа Любина — Тейта, кривая Тейта, группа Барсотти — Тейта, теорема Хонда — Тейта, гипотеза Тейта, модуль Тейта, алгоритм Тейта, алгебра Ли Тейта, гипотеза Сато — Тейта, резольвента Косуля — Тейта и мотив Тейта.

## Премии и награды
- Стипендия Гуггенхайма (1967)[10]
- Премия Стила в номинации «за выдающиеся достижения на протяжении всей карьеры» (1995)
- Премия Вольфа по математике (2002—2003)
- Абелевская премия 2010 года[11]